# 彼得·沃兹尼亚克
彼得·A·沃兹尼亚克（波蘭語：Piotr A. Woźniak，波蘭語發音：[pjɔtr ˈvɔʑɲak]，1962年—） 是一位波兰心理学家，因其在SuperMemo（一种基于间隔重复的学习系统）方面的工作而闻名。

## 生平
沃兹尼亚克1962年3月出生于波兰的米兰诺维克。
20世纪80年代，他就读于波兹南理工大学，因难以记住课程内容，遂开始开发间隔重复软件。
1995年获得弗罗茨瓦夫经济大学管理与计算机科学系博士学位，其博士论文题为《学习的经济学：设计现代计算机辅助自学系统的新视角》（英語：Economics of Learning: New Aspects in Designing Modern Computer Aided Self-Instruction Systems）。
他更喜欢匿名，因为这样可以让他心无旁骛地专注于学习。

## 研究方向和观点
除了间隔重复理论之外，沃兹尼亚克的研究兴趣还包括增量阅读和睡眠优化。
他写了大量关于学校教育失败的文章，认为学习需要由自然的“学习内驱力”驱动。